# Atomosia beckeri
Atomosia beckeri är en tvåvingeart som beskrevs av Jaennicke 1867. Atomosia beckeri ingår i släktet Atomosia och familjen rovflugor. Inga underarter finns listade i Catalogue of Life.